# Realdo Colombo

Portada del llibre De re anatomica

Mateo Realdo Colombo o Renaldus Columbus (Cremona c. 1516-1559) fou un professor d'anatomia i cirurgià de la Universitat de Pàdua, Itàlia (1544 - 1559), alumne i successor d'Andreas Vesal.
La seva obra va ser publicada sota el nom de De re anatomica on presentava una descripció completa de la circulació pulmonar i corregia algunes de les omissions i errors del seu mestre.
Les seves contribucions a l'anatomia i la medicina inclouen:
- La lent se situa en la part anterior de l'ull, no al centre.
- Les artèries s'expandeixen amb cada batec.
- La vàlvula pulmonar del cor es tanca durant la diàstole, la qual cosa impedeix el reflux.
- La sang flueix des del costat dret del cor a través dels pulmons.

El llibre és també conegut per la seva descripció del clítoris, anomenat per Colombo "plaer de Venus", descobert en el cos de la seva mecenes Donya Inés de Torremolinos i el descobriment es va atribuir, la qual cosa va ser discutit per Gabriele Falloppio en benefici propi. Kasper Bartholin, al segle xvii, va descartar les dues atribucions, al·legant que el clítoris era conegut pels anatomistes des del segle ii aC.
William Harvey, que va estudiar a Pàdua uns 50 anys després, es va basar en els treballs de Colombo per a la seva pròpia teoria de la circulació sanguínia.
L'escriptor Federico Andahazi va novel·lar la vida de Colombo i el seu crucial descobriment a  L'anatomista (1996) .